# Тавчар, Станко
Ста́нко Та́вчар (словен. Stanko Tavčar; 2 февраля 1898, Доброва (около Ляйбаха), Крайна, Австро-Венгрия — 11 июля 1945, Любляна, ФНРЮ) — югославский футболист, защитник. Первый словенец, игравший в составе сборной Югославии (Королевства СХС). Участник Олимпиады 1920 года.

## Карьера

### Клубная
В течение всей карьеры игрока, с 1912 до 1922 год, защищал цвета клуба «Илирия» из главного города Словении, в составе которого выиграл три словенских чемпионата.

### В сборной
В составе главной национальной сборной Королевства СХС дебютировал 28 августа 1920 года, в матче против сборной Чехословакии на Олимпиаде 1920 года, эту встречу его команда проиграла со счётом 0:7, а последний раз сыграл  в следующем, «утешительном» матче на этой Олимпиаде, 2 сентября против сборной Египта, этот матч тоже был проигран, на этот раз со счётом 2:4. Станко не только стал первым в истории словенцем, игравшим в сборной, но и оставался единственным в ней словенцем вплоть до начала Второй мировой войны.

## После карьеры
Станко изучал медицину в университете в Праге, который закончил в 1928 году, после чего работал врачом в Любляне, Кране и Вене.
Умер Станко Тавчар на 48-м году жизни 11 июля 1945 года в Любляне.